# 2694 Pino Torinese
2694 Pino Torinese è un asteroide della fascia principale. Scoperto nel 1979, presenta un'orbita caratterizzata da un semiasse maggiore pari a 2,3082439 UA e da un'eccentricità di 0,1047364, inclinata di 1,58854° rispetto all'eclittica.